# Anton Dreher
Pour les articles homonymes, voir Dreher.
Anton Dreher senior (né le 7 mai 1810 à Schwechat près de Vienne et mort le 27 décembre 1863 id.) est un maître brasseur autrichien à qui on attribue l'invention de la bière de fermentation basse de type Lager.
Fils de Franz Anton Dreher (et père de Anton Dreher junior), il apprend le métier dans la brasserie familiale Brauerei Schwechat. En 1839 il achète cette brasserie.
Dans sa jeunesse, il rencontre Gabriel Sedlmayr, fils du brasseur de Spaten à Munich. Ils font ensemble un voyage en Angleterre en 1837 afin de connaître les nouvelles techniques de brassage, notamment le refroidissement et le stockage au frais.
Jusqu'en 1841 il brasse de la bière de fermentation haute à Schwechat (la Kaiserbier) jusqu'à ce qu'il découvre une bière cuivrée de basse fermentation de type Lager (la Schwechater Lagerbier). Sa découverte est concomitante de celle de Josef Groll qui découvre en 1842, la première pils pour Pilsner Urquell.
À la suite de son succès commercial, la demande explose et l'emploi de machines devient nécessaire si bien qu'il est le premier à utiliser une machine à vapeur en brasserie dans tout l'empire austro-hongrois. La brasserie de Schwechat devient l'une des plus importantes de son temps. En 1859 Dreher achète la brasserie Měcholupy u Žatce (Michelob bei Saaz) en Bohême. En 1862 il acquiert la brasserie Steinbruch à Budapest et son fils se rend maître celle de Trieste. Aujourd'hui encore on trouve de la Dreher Bier et de la Birra Dreher.
Fort de son succès, il devient une personnalité en Autriche-Hongrie, et l'un des principaux contribuables. Peu avant sa mort, il demande à Cajetan Felder de veiller sur son jeune fils Anton Dreher junior et ses affaires. Anton Dreher junior (1849–1921) exploite la brasserie à partir de 1870, l'agrandissant et augmentant ses exportations.